# RMS Majestic (1914)
El RMS Majestic (originalmente SS Bismarck) fue un transatlántico, encargado por la compañía naviera alemana Hamburg America Line (HAPAG) y construido en los astilleros Blohm & Voss de Hamburgo. Fue el tercero de la clase Imperator, diseñada a comienzos de la década de 1910 bajo la dirección de Albert Ballin, y tuvo como buques hermanos al SS Imperator y al SS Vaterland.
Una vez botado en 1914, no alcanzó a ser completado totalmente debido a la entrada de Alemania en la Primera Guerra Mundial, permaneciendo inacabado durante varios años. Nunca navegó bajo la bandera alemana, excepto en sus pruebas de mar en 1922. Después de la guerra, fue terminado por sus constructores alemanes, y entregado a los aliados bajo el concepto de las reparaciones de guerra establecidas en el Tratado de Versalles; siendo entregado al Reino Unido como compensación por el hundimiento del buque hospital HMHS Britannic. Fue remodelado, completado y renombrado como RMS Majestic (en inglés: Royal Mail Ship Majestic), convirtiéndose así, a partir de 1922, en el barco de pasajeros más grande del mundo, hasta la llegada del SS Normandie en 1935, sirviendo como buque insignia de la naviera White Star Line en la ruta del Atlántico, junto al RMS Olympic y el RMS Homeric.
Su tamaño y lujo permitieron al Majestic ser un barco muy popular y sirvió de forma exitosa a lo largo de la década de 1920, pero el comienzo de la Gran Depresión hizo que fuera cada vez menos rentable, siendo destinado de forma esporádica a la realización de cruceros. Consiguió mantenerse en servicio durante los primeros años de la década de 1930, antes de ser destinado al desguace.
Sin embargo, en 1936 la nueva compañía Cunard White Star Line, surgida de la fusión de Cunard Line con la White Star, vendió el buque a la Marina Real Británica, siendo renombrado como HMS Caledonia y destinado a la función de buque de entrenamiento de cadetes hasta que un incendio lo destruyó parcialmente tras el comienzo de la Segunda Guerra Mundial, en septiembre de 1939, hundiéndose en las costas de Escocia. Sus restos fueron finalmente reflotados y desmantelados en 1943.

## Historia

### Concepción y construcción

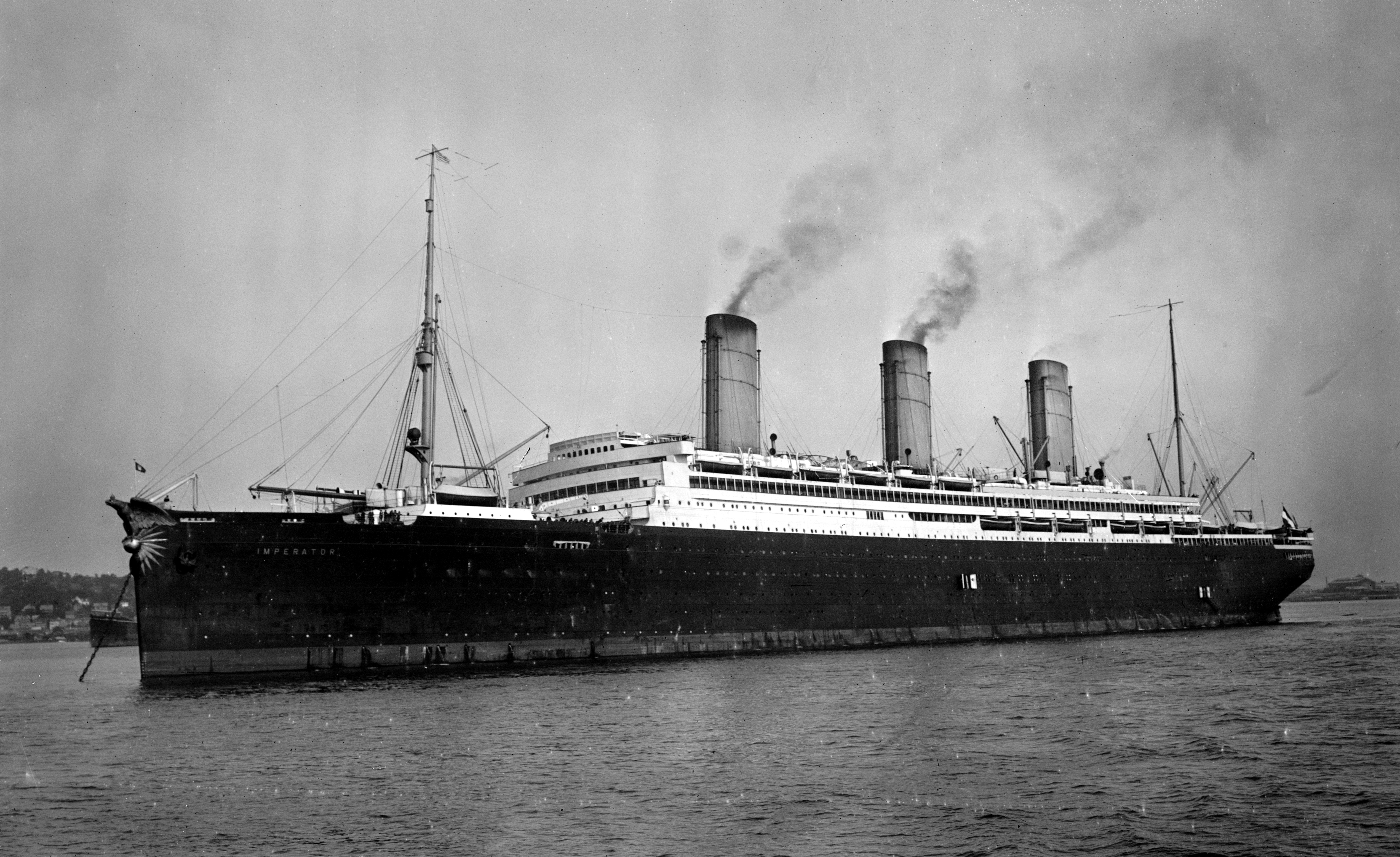
El Imperator, primero de una serie de transatlánticos alemanes destinados a ser los más grandes y lujosos del mundo. Posteriormente, tras la Primera Guerra Mundial sirvió bajo pabellón británico como.

A comienzos de la década de 1910, las compañías marítimas alemanas aspiraban a recuperar el dominio que habían mantenido a comienzos del siglo XX, que les había sido arrebatado por los transatlánticos de la Cunard Line y de la White Star Line, en particular por el RMS Lusitania y el RMS Mauretania, así como por los buques de la clase Olympic. En estas circunstancias, Albert Ballin, próximo al Káiser Guillermo II de Alemania y presidente de la HAPAG, decidió llevar a cabo la construcción de tres grandes transatlánticos destinados a ser los más grandes del mundo. En un primer momento se decidió por construir el primero de ellos en astilleros alemanes y los dos siguientes en los astilleros británicos de Harland & Wolff, aunque más tarde optó por reforzar el sentimiento patriótico al construir los tres buques en Alemania.
Para estos barcos, el tamaño y el confort fueron la prioridad. Ballin era consciente de que al zarpar desde Alemania, no podían pretender competir con sus rivales británicos en velocidad. Pensaba compensar este problema proponiendo a los pasajeros un nivel de lujo superior, y para ello contactó con el arquitecto Charles Mewès, famoso por la decoración de prestigiosos hoteles. Su otra gran apuesta fue el tamaño de los nuevos navíos: se trataba de luchar contra el efecto de la oscilación que podían sufrir los barcos en alta mar. También permitiría transportar un gran número de pasajeros, y repartidos no en tres clases, como era habitual en otras compañías, sino en cuatro, siendo destinada la última al transporte a gran escala de inmigrantes. El hundimiento del Titanic, acaecido durante la construcción del primero de los barcos de la serie, puso en evidencia la necesidad de contar con botes salvavidas para todos los pasajeros, un verdadero desafío en los barcos destinados a transportar más de 5000 personas en total. Los constructores repartieron los botes en un mayor número de emplazamientos en el barco, exclusivamente en la cubierta superior.

### Botadura

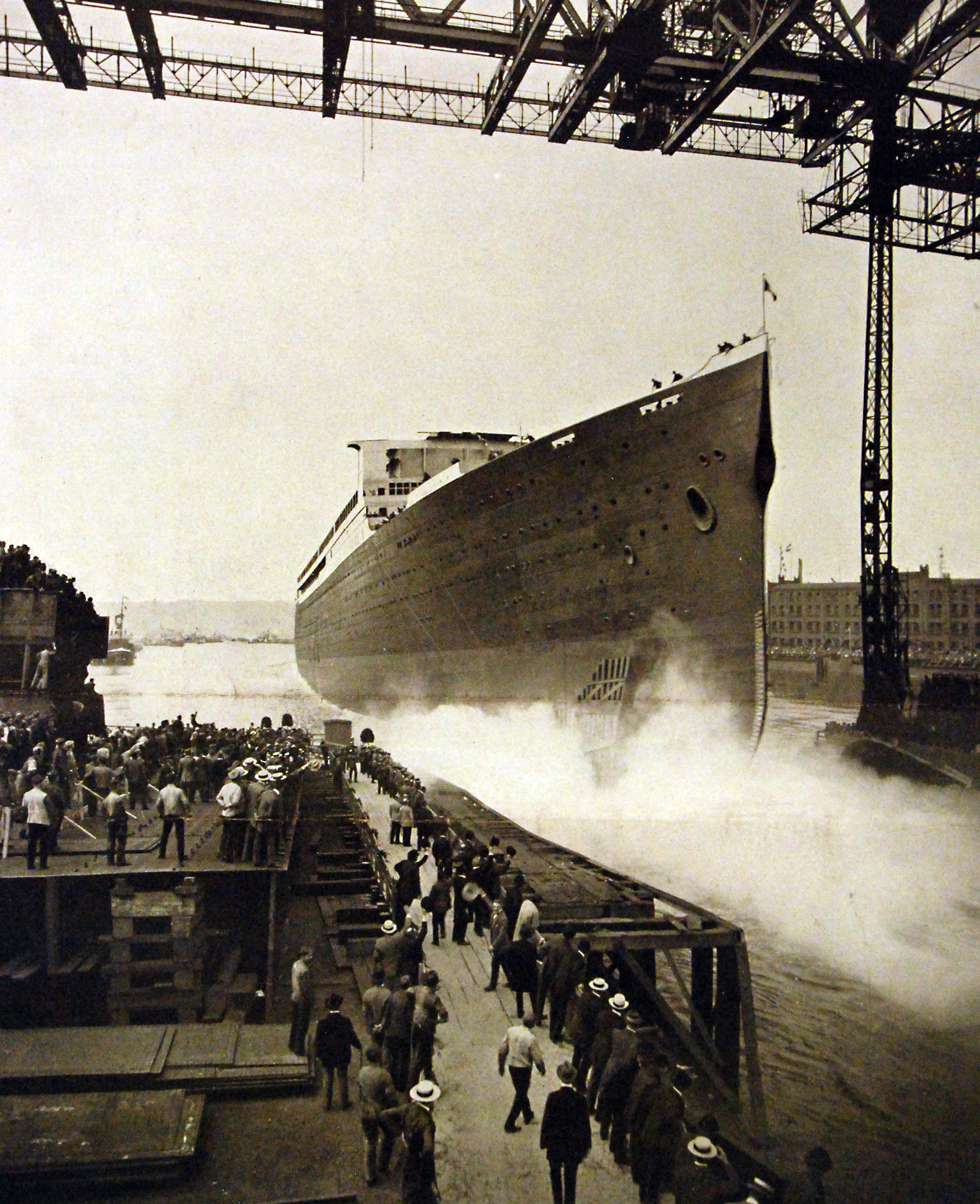
Botadura del Bismarck el 20 de junio de 1914 (la roda está achaflanada en un sector para colocar el águila imperial como mascarón).

El 10 de junio de 1913, el primer buque de la serie, el Imperator, efectuó su travesía inaugural. El segundo buque, ligeramente más imponente, el Vaterland, realizó la suya en mayo de 1914. El último barco del trío se llamó Bismarck, en honor del canciller Otto von Bismarck. Su quilla comenzó a construirse tras la botadura del Vaterland, en la primavera de 1913, en los astilleros de Blohm & Voss de Hamburgo. El proyecto inicial preveía que el Bismarck fuera de diseño similar al Vaterland, que difería a su vez del Imperator en numerosos aspectos, notablemente en el hecho de que los conductos de sus chimeneas no descendían hacia el centro del barco, sino que se repartían en tuberías de menor tamaño a través de los flancos del buque, permitiendo unos espacios interiores de mayor tamaño. Sin embargo, durante el curso de su construcción sospecharon que el RMS Aquitania, que Cunard debía poner en servicio en la primavera de 1914, tendría un mayor tamaño. Esto impulsó a la compañía alemana a colocar una figura con forma de águila en la proa del Imperator, a modo de mascarón, con el objetivo de añadir unos metros preciados a la eslora del barco. Se decidió también aumentar la eslora del Bismarck en 1,83 metros. Esto sería excesivamente costosos, dado que supuso una revisión completa de los planos del barco y la implementación de dos acoples en el centro para permitir dicha modificación de la estructura. Son además costosos ya que el Aquitania no amenazaba en realidad a la clase Imperator por su eslora. Pero permitieron al Bismarck mantenerse como el barco de pasajeros más grande jamás construido hasta la terminación del SS Normandie en 1935.
La condesa Hanna von Bismarck, hija de Otto von Bismarck, fue la encargada de bautizar el barco durante su botadura el 20 de junio de 1914, en presencia del Káiser Guillermo II. Los dos navíos precedentes habían sido bautizados por el Káiser y el príncipe Ruperto de Baviera; el Bismarck fue el único barco de su clase en ser bautizado por una mujer. Sin embargo, a pesar de que toda la ceremonia estaba planificada siguiendo una estricta precisión, la condesa no consiguió lanzar la botella con la suficiente fuerza para romperla contra el casco. El Káiser tuvo que apresurarse para atraparla y lanzarla de nuevo sobre el casco ya en movimiento. Por ello, finalmente los tres transatlánticos de la HAPAG fueron bautizados por hombres, a pesar de que esta tradición estaba destinada habitualmente a las mujeres.
Pocos días después de la ceremonia, el atentado de Sarajevo contra el archiduque Francisco Fernando de Austria desencadenó la Primera Guerra Mundial en Europa. El personal de los astilleros fue reclutado para contribuir al esfuerzo de guerra, y los trabajos cesaron en el barco. 
El inicio de las hostilidades paralizó la finalización del buque, el cual sin embargo ya estaba bastante avanzado pero no completamente equipado, y no se reemprendería hasta el final de la guerra. Una parte de los materiales previstos para su construcción fueron igualmente destinados a otros proyectos.

### Reparaciones de guerra y cambio de destino
Durante la Primera Guerra Mundial, las compañías marítimas británicas vieron como sus barcos contribuían al esfuerzo de guerra, y perdieron varios de ellos. Debido a que la guerra fue desfavorable para Alemania, el Tratado de Versalles impuesto por los vencedores obligó a los germanos a ceder algunos de sus barcos para sustituir la flota perdida por los británicos en concepto de compensación de guerra. De este modo se selló el destino de los tres grandes transatlánticos ideados por Albert Ballin: el Vaterland fue requisado por los estadounidenses durante el conflicto y se mantuvo en su poder una vez finalizada la guerra, rebautizado como Leviathan. En cuanto al Imperator y el Bismarck, fueron comprados respectivamente por la Cunard Line y la White Star Line. El primero comenzó su servicio con la Cunard como RMS Imperator (en 1921 sería rebautizado Berengaria); el segundo, aún en construcción, fue entregado a la White Star.
La Cunard Line, principal rival de la White Star, había perdido el Lusitania en 1915, hundido por un submarino alemán. Pero tras la guerra, pudo restablecer rápidamente su supremacía en el transporte de pasajeros a través del océano Atlántico en menos de un año, con un servicio semanal de tres buques hacia Nueva York. El Mauretania, el Aquitania y el Berengaria (este último comprado en compensación por la pérdida del Lusitania) ya navegaban de nuevo por el Atlántico como si la guerra nunca hubiera sucedido. 
Cunard había perdido uno de sus buques insignia, pero la flota de la White Star había sufrido pérdidas mayores. El HMHS Britannic, buque gemelo del RMS Titanic y del RMS Olympic, se había hundido en 1916 por una mina en el canal de Kea, en aguas griegas, y el RMS Oceanic también se perdió en 1914 tras encallar en la costa. Debido a esto, la naviera compró varios buques alemanes confiscados.
Sin embargo, los barcos alemanes asignados a la White Star, el Bismarck y el Columbus, aún no estaban completados. La construcción del Bismarck todavía debía continuar en los astilleros Blohm & Voss en Hamburgo, donde se había estancado durante cinco años. Los nuevos propietarios, sin embargo, enviaron expertos del astillero de Harland & Wolff, los constructores habituales de la White Star, para supervisar el progreso de los trabajos. Un millar de trabajadores, luego duplicado, fueron movilizados. Los trabajos no obstante fueron realizados de mala gana, deliberadamente ralentizados e incluso saboteados.

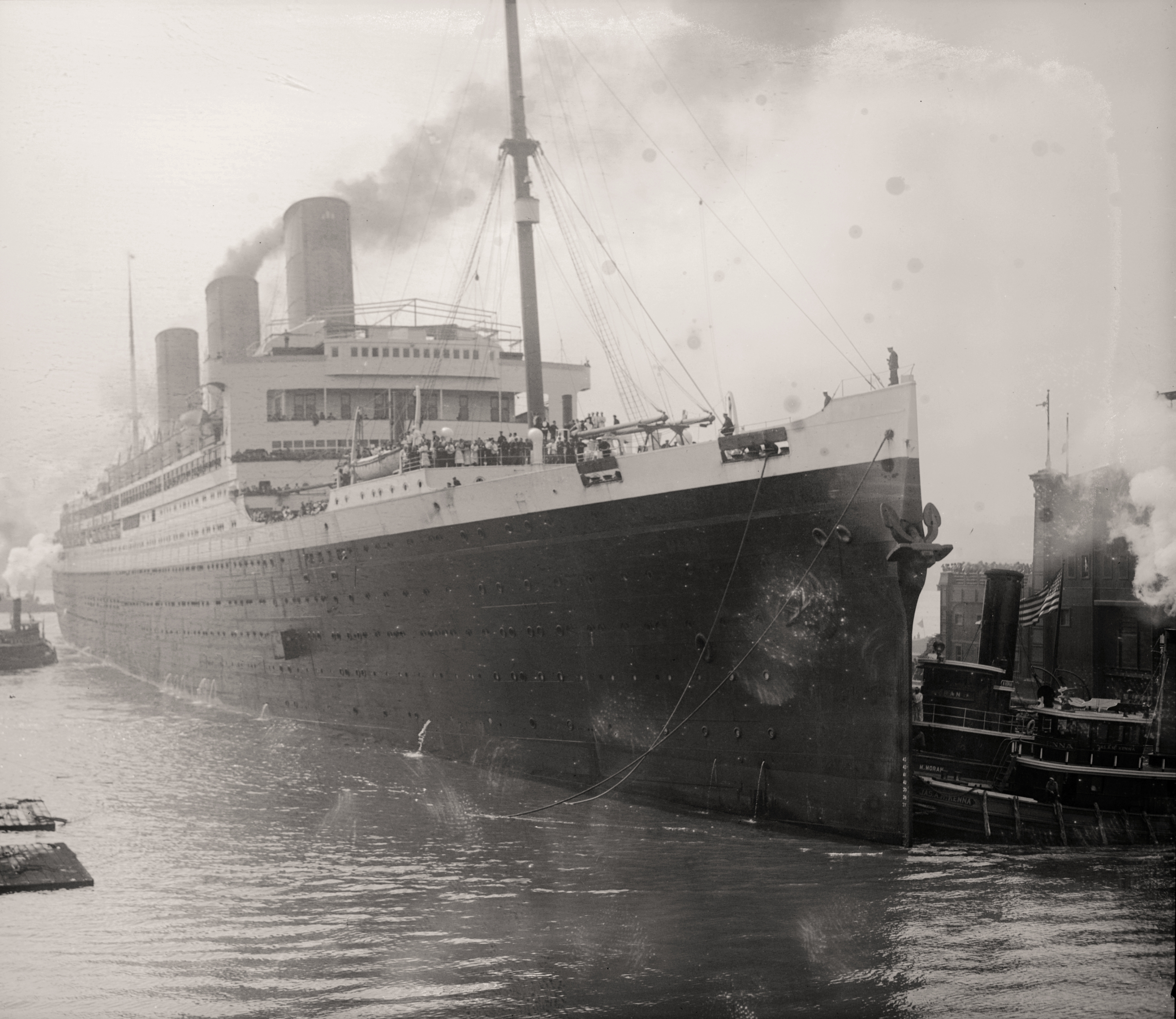
El Majestic a comienzos de los años veinte, una vez finalizada su construcción.

Los nuevos propietarios solicitaron modificar la propulsión original del buque (alimentado mediante calderas de carbón) para consumir gasoil, más económico. Los rumores de sabotaje por parte de los trabajadores alemanes surgieron cuando se produjo un incendio el 4 de octubre de 1920, sin consecuencias graves, y los materiales no siempre llegaban tan rápidamente como se esperaba, pero las obras continuaron. En febrero de 1921, se confirmó la atribución del buque a la White Star, y su nuevo nombre fue rápidamente anunciado: Majestic, en referencia a un barco anterior de la compañía. Las chimeneas de la nave fueron instaladas entre finales de mayo y principios de junio de 1921, y el trabajo se concentró en los interiores. Una vez más, se realizaron cambios significativos con respecto a la distribución de los pasajeros. Para adaptarse a los nuevos flujos migratorios, menos importantes que unos años atrás, se eliminó la cuarta clase, y el barco fue diseñado para llevar menos de 1000 emigrantes y un total de poco más de 2000 pasajeros, lejos de los 4000 concebidos para el Imperator.
Los trabajos en el barco finalizaron el 28 de marzo de 1922, y fue entregado bajo su nombre original. Cuando el capitán Bertram Fox Hayes y los oficiales de la White Star Line acudieron a Hamburgo para asistir a sus pruebas de mar, se sorprendieron al descubrir las chimeneas del buque pintadas con los colores de la HAPAG. Los camarotes más lujosos del navío, por su parte, ya habían sido decorados para permitir a la familia imperial alemana realizar un "crucero de la victoria", algo bastante incongruente a la vista de los acontecimientos recientes. Por último, el comandante Hayes descubrió que su camarote se encontraba deliberadamente en malas condiciones de salubridad. Estos pequeños sucesos reflejaban el clima de tensión que acompañó la entrega del buque, y algunos afirmaban que el barco nunca abandonaría Alemania. En estas circunstancias, los británicos redoblaron su atención para satisfacer el orgullo de los fabricantes alemanes, autorizando a que el buque pudiera salir de su país en sus colores originales, y bajo el mando de Hans Ruser, comodoro de la HAPAG.
Las pruebas de mar se llevaron a cabo el 1 de abril y fueron satisfactorias para la empresa. El navío volvió a Alemania temporalmente para completar sus instalaciones. El 9 de abril, los británicos tomaron posesión completa del buque, que pronto se pintó con los colores de la White Star. La compañía se convirtió así oficialmente en dueña del mayor transatlántico del mundo, que puso rumbo a Southampton para comenzar su viaje inaugural, llegando a dicho puerto el día 10 de abril (coincidiendo con el décimo aniversario de la partida del Titanic en su infortunado viaje). Durante el siguiente mes, el buque fue acondicionado durante los preparativos de su travesía inaugural.

### RMS Majestic

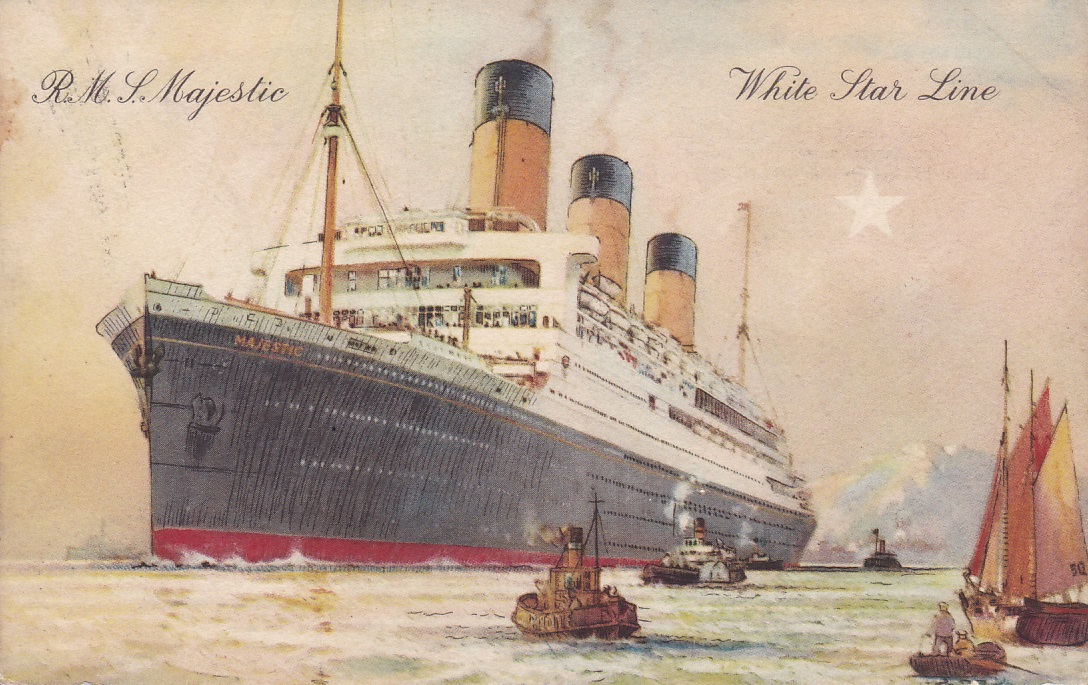
El Majestic en una postal de 1922.

La White Star Line lo reacondicionó con los colores y el lujo característico renombrándolo como RMS Majestic, realizando su viaje inaugural el 12 de mayo de 1922 en la ruta Southampton-Cherburgo-Nueva York.
La travesía inaugural transcurrió sin incidentes: los pasajeros no obstante no fueron muy numerosos, 655 en total, y la velocidad del barco fue inferior a la esperada. Los periodistas se agolpaban por miles para presenciar su llegada a Nueva York. El viaje de vuelta fue más concurrido, ascendiendo el total de pasajeros a 1814.
El Majestic se unió así al veterano RMS Olympic, todavía uno de los barcos más estilosos en la ruta del Atlántico Norte, y el también recién estrenado RMS Homeric (otro navío alemán recuperado tras el conflicto) para completar un triple servicio semanal, en competición directa con los barcos de la Cunard el RMS Mauretania, el RMS Aquitania y el RMS Berengaria (ex Imperator, gemelo del Majestic).
De los barcos asignados a la ruta del Atlántico Norte, el Homeric es el más problemático de los tres, al ser más pequeño y lento, lo que redundaba en la regularidad del servicio, aunque los tres barcos gozaban de una buena popularidad.

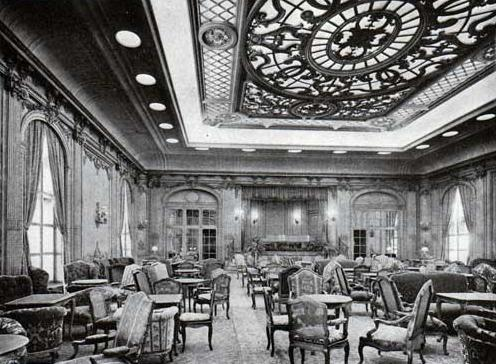
Las lujosas instalaciones del Majestic (en la fotografía se puede ver su gran salón), le aseguraron una gran popularidad en la década de 1920.

Desde el punto de vista de la velocidad, el Majestic y su barco hermano, el SS Leviathan, puesto en servicio por la naviera United States Lines, no estaban destinados a capturar la «Banda Azul», mantenida desde 1909 por el Mauretania. Sin embargo, la amenaza que representaban fue suficiente para que Cunard retirara este navío del servicio para remodelar a fondo su sala de máquinas y preservar así su superioridad. Los dos barcos hermanos de origen alemán fueron pronto enfrentados para saber cual de ellos era más rápido. Aunque aparentemente el Majestic efectuó la travesía más rápida, en 1925 el Leviathan se tomó la revancha al poseer una velocidad media más alta en la totalidad de su carrera. El comportamiento de ambos buques variaba muy poco. La competición se realizaba igualmente en el terreno del tamaño. Con el fin de poder congratularse con el título de barco más grande del mundo, los propietarios del Leviathan calcularon su tonelaje siguiendo un método poco habitual, para incrementarlo artificialmente. No obstante, el Majestic siguió siendo el más grande de los dos.
El Majestic fue el navío que transportó más pasajeros en 1923, y gozaría de gran popularidad como el transatlántico más grande del mundo, hasta la aparición del Normandie en 1935. En adelante se revelaría más popular que sus competidores directos, entre otros el Leviathan, el Berengaria, el Aquitania, el Mauretania y sus propios compañeros de ruta, el Olympic y el Homeric. Su clientela habitual y los miembros de la tripulación lo apodaron con el sobrenombre de «Magic Stick» (un juego de palabras por la similitud de pronunciación entre el nombre en inglés «varita mágica» y el nombre del buque).
Su prometedora carrera, no obstante, no estuvo exenta de incidentes, entre los que destacan una colisión con el Berengaria a finales de 1922, sin consecuencias graves. Sin embargo, el incidente más grave al que tuvo que enfrentarse el Majestic tuvo lugar en diciembre de 1924, cuando durante una de sus travesías se formó una gran fisura de unos 30 metros en su superestructura, tras un fuerte ruido descrito por los pasajeros como un disparo de cañón. Tuvieron que realizarse importantes reparaciones para consolidar la estructura del navío, y a pesar de ello permaneció en vigilancia (el Leviathan tuvo problemas similares algunos años más tarde). A finales de la década, el buque sufrió numerosas reformas, notablemente en 1928, con el fin de adaptarlo al descenso del número de viajeros en la ruta del Atlántico norte. Al igual que en otros navíos de la época, la solución consistió en la reforma de sus acomodaciones de tercera y segunda clase para acomodar a la nueva clase turista.

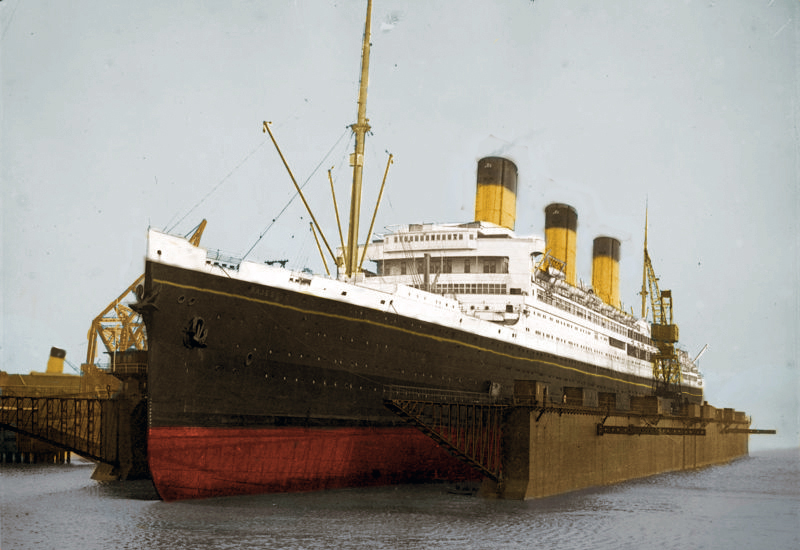
El Majestic en el dique seco de Southampton en junio de 1932.

La situación financiera de la White Star empeoró a comienzos de la década de 1930, como consecuencia de la crisis tras el crack de 1929 y la Gran Depresión. A pesar del éxito del Majestic y el Olympic, la compañía tuvo que adaptarse a las nuevas circunstancias. Ambos barcos comenzaron a alternar su servicio regular en la ruta del Atlántico con cortos cruceros, realizando cortas estancias de tres o cuatro días en Canadá zarpando desde Nueva York. En esta época, la Prohibición seguía en vigor en Estados Unidos, por lo que el buque también efectuaba travesías sin destino alguno, con el fin de permitir a sus pasajeros norteamericanos beber alcohol fuera de sus aguas territoriales.
A comienzos de la década de 1930, el Majestic comenzó a sufrir pequeños incendios de forma cada vez más frecuente, debido a una instalación eléctrica de mala calidad, que cada vez era más obsoleta. De hecho, estos incidentes eran igualmente frecuentes a bordo del Berengaria, con efectos a menudo devastadores, aunque los problemas fueron más limitados en el Majestic. Otro defecto que amenazaba la carrera del buque eran sus problemas estructurales, que seguían manifestándose en forma de pequeñas fisuras y de grietas en la zona ya afectada por la rotura de la superestructura en 1924. La situación de la compañía seguía empeorando, aunque el Majestic volvió a figurar en primera plana en 1932, cuando transportó a la delegación británica de Reino Unido a los Juegos Olímpicos de 1932 en Los Ángeles.

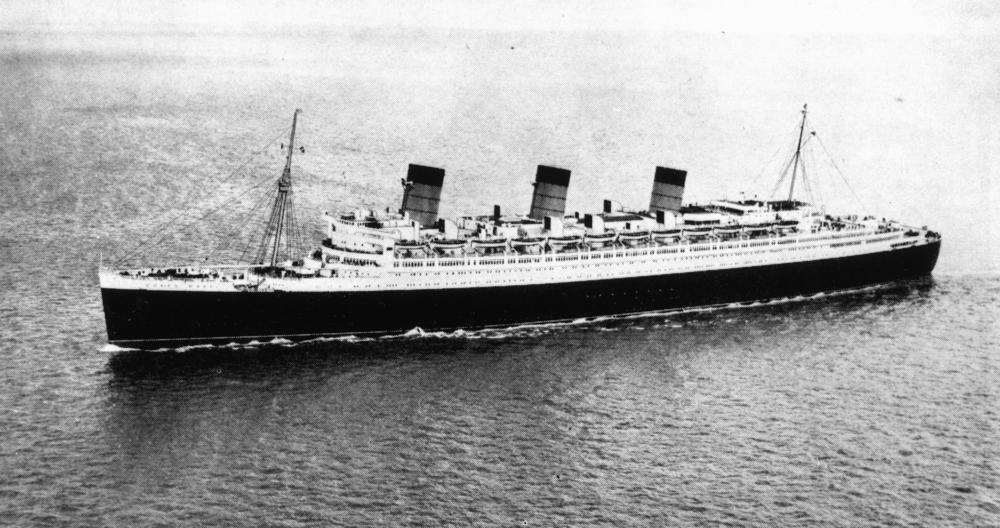
La llegada del Queen Mary y los elevados costes de operación del Majestic conllevaron su retirada del servicio tras una carrera de 14 años.

La situación de las compañías navieras británicas siguió empeorando, y el gobierno presionó para lograr la fusión de la White Star y su rival Cunard, que formaron la Cunard White Star Line para hacer frente a los problemas económicos, fusión que tuvo lugar en 1934. A pesar de estos problemas, el Majestic figuraba entre los navíos a ser conservados tras la fusión, por lo que continuó prestando servicio durante un tiempo. En octubre de 1934 se vio sorprendido por una fuerte tempestad, que rompió los cristales del puente de mando, hiriendo a un oficial y al último comodoro de la compañía, Edgar J. Trant, que tuvo que ser hospitalizado durante 5 semanas y no navegaría de nuevo.

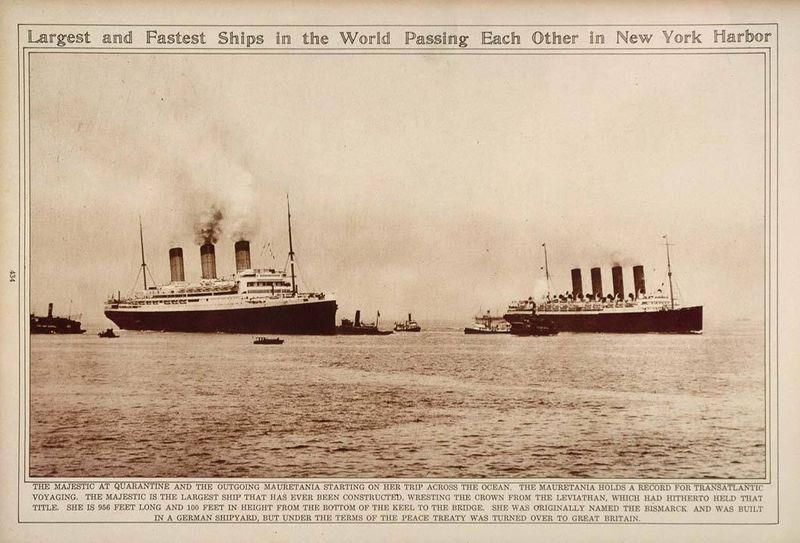
El Majestic con el RMS Mauretania a mediados de los años veinte.

Por entonces se planteó de nuevo la cuestión de la retirada del Majestic. La Cunard White Star disponía de un gran número de barcos antiguos y ya poco rentables, sumado a que un nuevo buque insignia debía entrar en servicio en 1936, el RMS Queen Mary. Se tomaron grandes medidas para recortar gastos de explotación del Majestic, como el cierre de su restaurante Á la Carte, y la venta del equipamiento de sus cocinas. Sin embargo, esto no sería suficiente, y finalmente se decidió retirar uno de los dos gigantes construidos originalmente para la HAPAG. El Berengaria era el más antiguo y sufría más problemas debido a su instalación eléctrica, por lo que parecía lógico mandarlo primero al desguace. Sin embargo, era igualmente cierto que la explotación del Majestic era netamente más costosa, y la necesidad de nuevas reparaciones en su casco constituían una hipótesis más que probable. Fue por tanto éste el primero en ser retirado del servicio, con 14 años de carrera, tras realizar su última travesía el 13 de febrero de 1936.

### HMS Caledonia

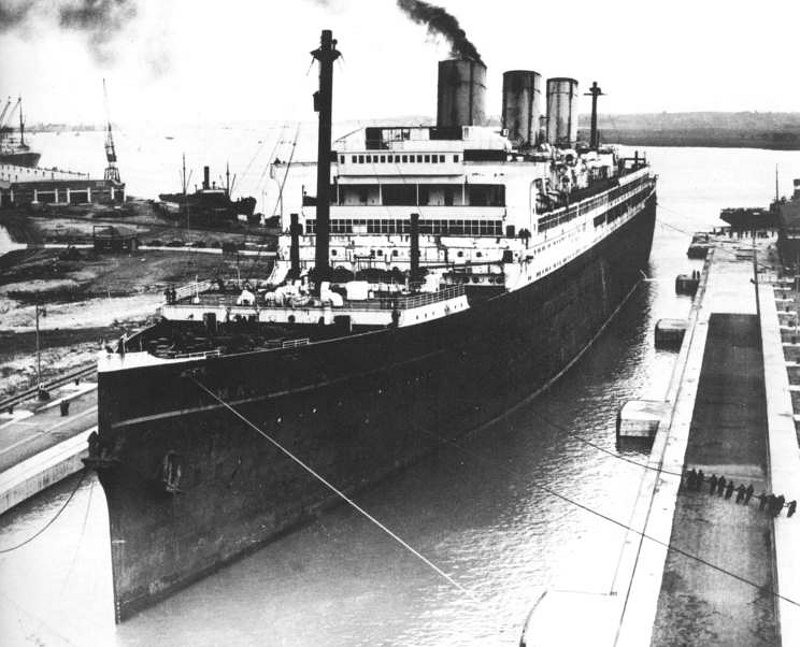
Con el fin de atravesar el puente de Forth, las chimeneas y los mástiles del Majestic fueron recortados en Southampton.

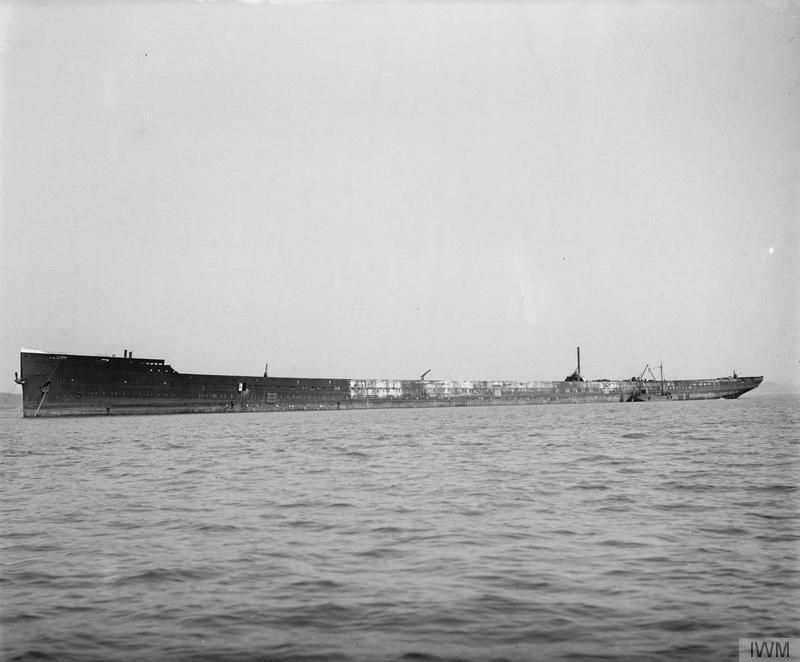
El casco del Caledonia (ex Majestic), tras ser reflotado y parcialmente desguazado, hacia mayo de 1942.

El 15 de mayo de 1936, la Cunard White Star vendió el Majestic por 115 000 libras esterlinas a la firma Thomas Ward & Co. para su desguace. Sus chimeneas y mástiles tuvieron que ser recortados para pemitirle pasar por debajo del puente de Forth, en preparación para su último viaje. El desguace del transatlántico fue no obstante evitado el 25 de agosto, al acordar con el Almirantazgo su intercambio a cambio de una veintena de viejos navíos de guerra, con el fin de reacondicionarlo como buque para entrenaniento de cadetes. Esta transformación implicaba grandes reconversiones en los espacios interiores: el salón principal de primera clase fue convertido en gimnasio (equipado incluso con un ring de boxeo), el comedor de primera siguió usándose como comedor, pero con mesas largas y bancadas, y una vez retirados los tabiques de separación, los camarotes de lujo se convirtieron en aulas para impartir clases. En cuanto a los cadetes, se habilitaron áreas de hamacas para su descanso. La sala de radiotelegrafía fue convertida en aula y aumentada de tamaño, para entrenar a futuros radiotelegrafistas. Se instalaron asimismo cañones antiaéreos en cubierta, también para entrenamiento. La piscina de estilo pompeyano se mantuvo inalterada. Esta reconversión costó unas 472 000 libras a la Royal Navy, tras la cual el buque, rebautizado como HMS Caledonia, zarpó de Southampton hacia el puerto de Rosyth (Escocia) el 8 de abril. El buque se había convertido en el mayor de la Marina británica y permitía albergar hasta a 2500 personas.
Comenzada la Segunda Guerra Mundial, los cadetes del Caledonia fueron redestinados y el buque pasó a la reserva a la espera de una decisión por parte del Almirantazgo, que planeaba convertirlo en buque para el transporte de tropas. Permaneció así hasta el 29 de septiembre de 1939, día en que se incendió debido a uno de los recurrentes fallos eléctricos en un muelle de Rosyth, hundiéndose en aguas someras y dándose definitivamente por perdido. Permaneció en dicho lugar hasta que fue vendido de nuevo en 1940 a Thomas Ward & Co, quien se encargó de su desmantelamiento a partir de 1942. En julio de 1943, el casco del buque fue reflotado y remolcado a puerto para la finalización de los trabajos de desguace.

## Características

### Aspectos técnicos y exteriores

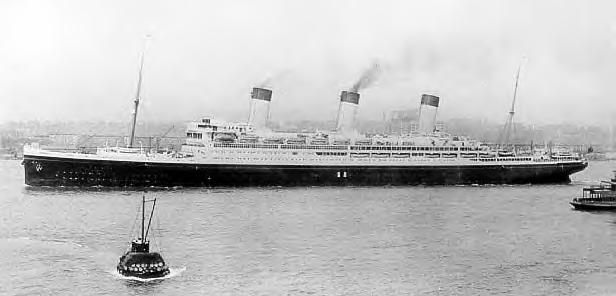
El Majestic, al igual que sus barcos gemelos, se caracterizaba por sus tres, siendo la tercera de ellas decorativa, y también por su imponente.

El Majestic fue el mayor buque de pasajeros de su época, midiendo 291,4 metros de eslora y 30,5 metros de manga. Contaba con un peso de 56 551 toneladas brutas. Estaba provisto de dos mástiles y tres chimeneas, que fueron pintadas en un principio con el color ocre de la naviera Hamburg America Line, y posteriormente repintadas en ocre claro y negro tras ser entregado a la White Star Line. La tercera chimenea era decorativa, mientras que las dos primeras evacuaban el humo procedente de las calderas. Contrariamente a la práctica habitual, y siguiendo el mismo diseño probado en el Vaterland, el humo no era evacuado por grandes conductos situados en el centro del navío, sino por tuberías de menor diámetro que atravesaban los flancos del barco. Esto permitía aumentar el espacio disponible para los salones y comedores interiores.
Desde el punto de vista de la propulsión, el Majestic era alimentado por turbinas a vapor que accionaban sus cuatro hélices. Aunque el buque fue diseñado originalmente para ser alimentado mediante carbón, sus calderas fueron adaptadas para el uso de diésel antes de su entrada en servicio, ya que éste resultaba más económico. El transatlántico podía alcanzar una velocidad media de 25 nudos, siendo uno de los más rápidos del mundo, aunque era superado todavía por el Mauretania. El primer barco de su clase, el Imperator, sufrió importantes problemas de balanceo debido a su diseño, por lo que el Majestic fue equipado con un sistema para impedir en la medida de lo posible dicho balanceo. En efecto, la elevada superestructura del barco alcanzaba cuatro cubiertas de altura, y era lo que influía en su estabilidad. La estructura del Majestic estuvo además, al igual que la del Leviathan, sometida a fuertes presiones que provocaron en 1924 una importante fisura en uno de sus flancos, un problema estructural que no dejó de ser una amenaza permanente durante el resto de su carrera.
No obstante, otro problema de diseño se reveló finalmente fatal para el Majestic, su instalación eléctrica. El cableado de origen alemán instalado en el barco y sus hermanos, tenía una inoportuna tendencia a provocar incendios, que de hecho supusieron el final de la carrera del Berengaria, ya que las instalaciones se vieron parcialmente afectadas por numerosos incendios que obligaron finalmente a retirarlo del servicio. En el Majestic, los incidentes fueron más limitados durante su carrera comercial. Pero este mismo defecto originó un incendio fatal cuando el barco había sido ya transformado en buque de entrenamiento militar, en septiembre de 1939. El único que escapó de este tipo de incidentes fue el Leviathan, debido a que la integridad de la instalación eléctrica fue modificada cuando los estadounidenses se hicieron cargo del mismo.

### Instalaciones interiores

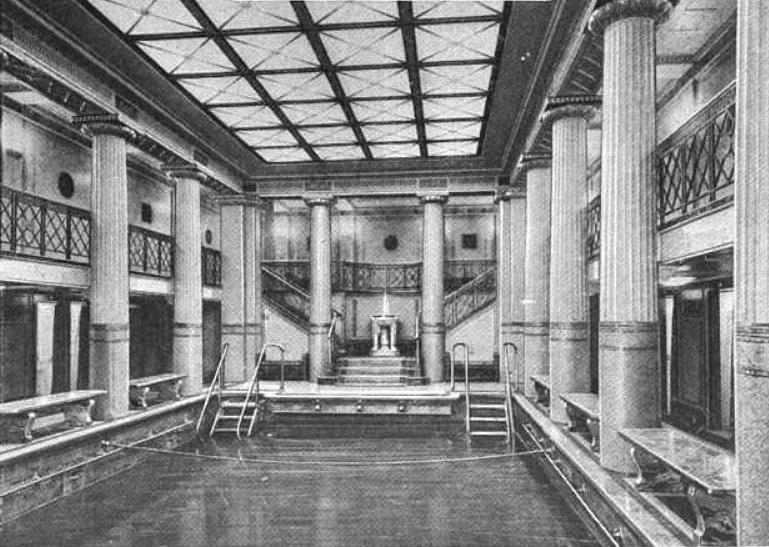
La piscina del Majestic, ricamente decorada y rodeada de columnas de estilo pompeyano.

Como sus buques hermanos, el Bismarck debía en un principio ofrecer cuatro clases a un total de 4000 pasajeros que viajaban en condiciones que iban desde una lujosa suite imperial, hasta dormitorios en el entrepuente. A comienzos de los años veinte, no obstante, Estados Unidos comenzaba a endurecer las condiciones de acceso a los inmigrantes. La capacidad de acomodación del Majestic antes de su entrada en servicio en 1922 fue radicalmente modificada. Podía en efecto transportar 700 pasajeros de primera clase, 545 en segunda, y 850 en tercera. Sus instalaciones fueron de nuevo modificadas en 1926 para acomodar una clase turista, que reemplazó a la segunda y tercera clase.
Los interiores del buque fueron concebidos por Charles Mewès antes de la guerra, pero murió en 1914 y no pudo ver el buque acabado. A pesar de ello, su diseño original convino a la White Star Line, que solo los modificó ligeramente antes de su puesta en servicio. El buque se distinguía notablemente por su comedor distribuido en dos cubiertas, el más grande a bordo de un barco, así como su gran salón principal, decorado con paneles de roble, que le daban un aspecto parecido al del salón del Olympic, aunque de mayores dimensiones. Otra de las instalaciones más notables era su piscina decorada al estilo pompeyano, que contrastaba con la más sobria instalada en el Olympic. 
El transatlántico disponía igualmente de otros lugares para el encuentro de los pasajeros, como un café Veranda y un restaurante Á la Carte destinado a los pasajeros que deseaban otra comida diferente de la propuesta en el comedor. Mientras que las cabinas e instalaciones de primera clase se situaban en el centro del navío, la segunda clase contaba con camarotes con entre dos y cuatro literas, situadas al final de la primera clase. Por último, las instalaciones de tercera clase se distribuían en tres cubiertas, todas situadas a la popa del barco.

## Galería

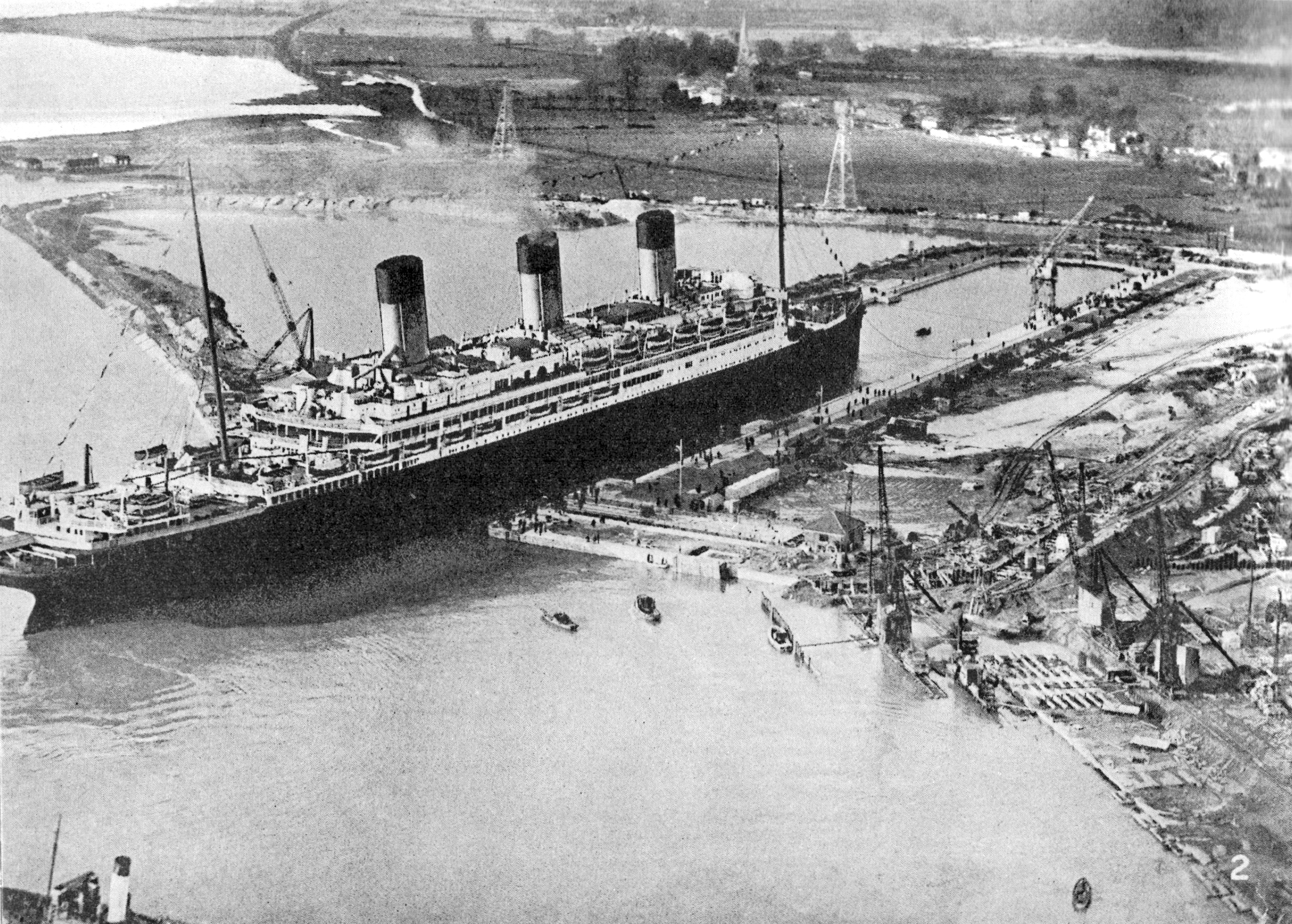
El Majestic entrando en el dique Jorge V de Southampton, en 1934.
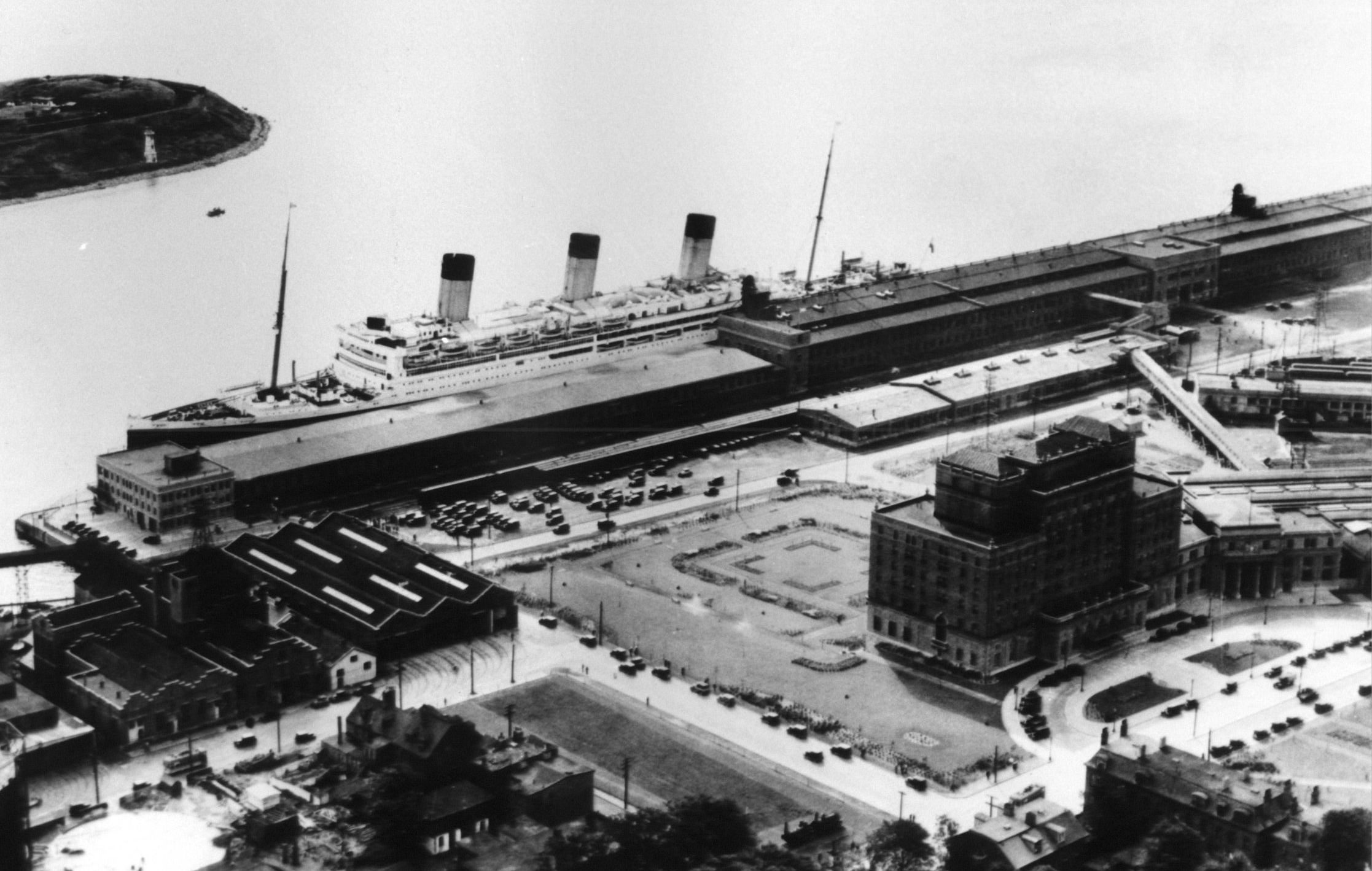
El Majestic en el muelle 21 de Halifax, Nueva Escocia (Canadá) en 1934.
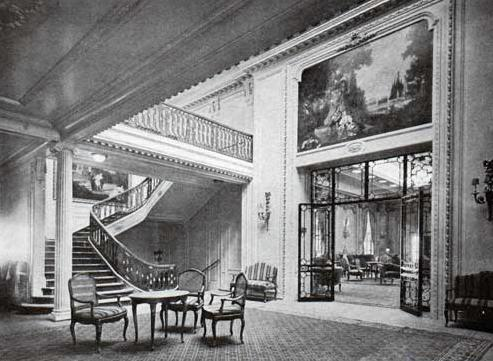
Escalera principal de primera clase y entrada al salón.
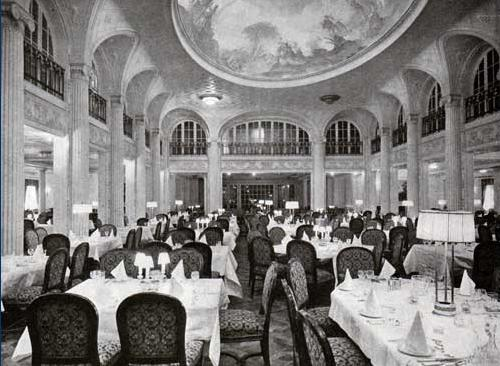
Salón comedor de primera clase.
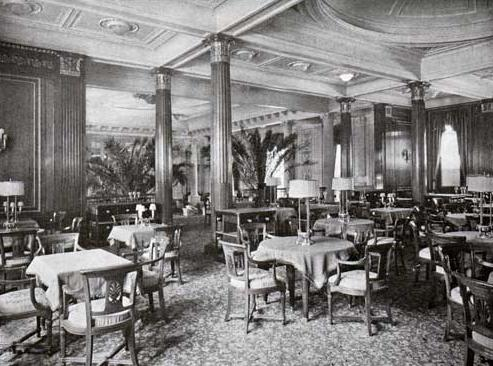
Restaurante À la Carte de primera clase, hacia 1922.
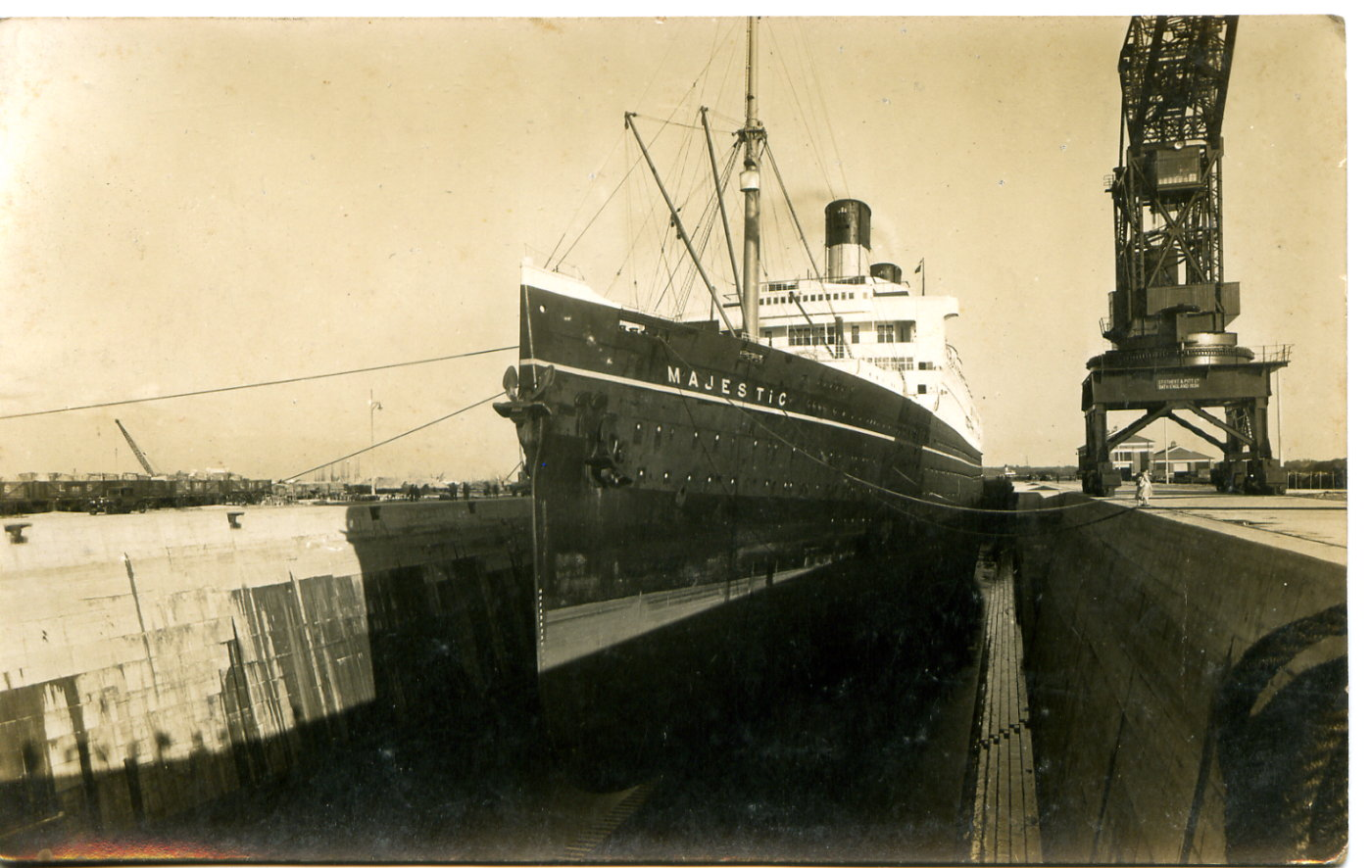
El Majestic en un dique flotante de Southampton.
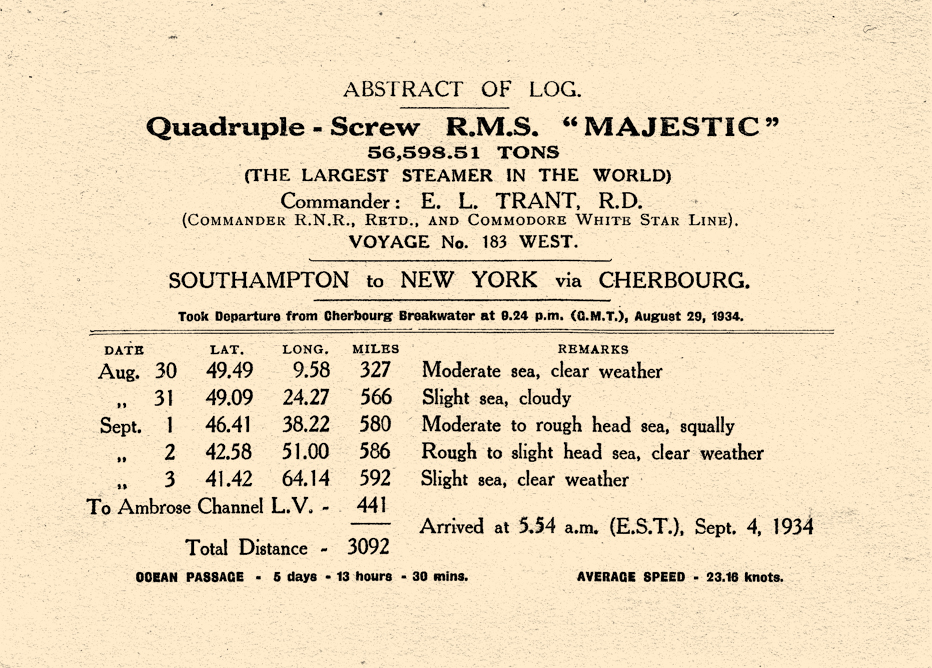
Resumen del diario de a bordo de una travesía transatlántica (1934).
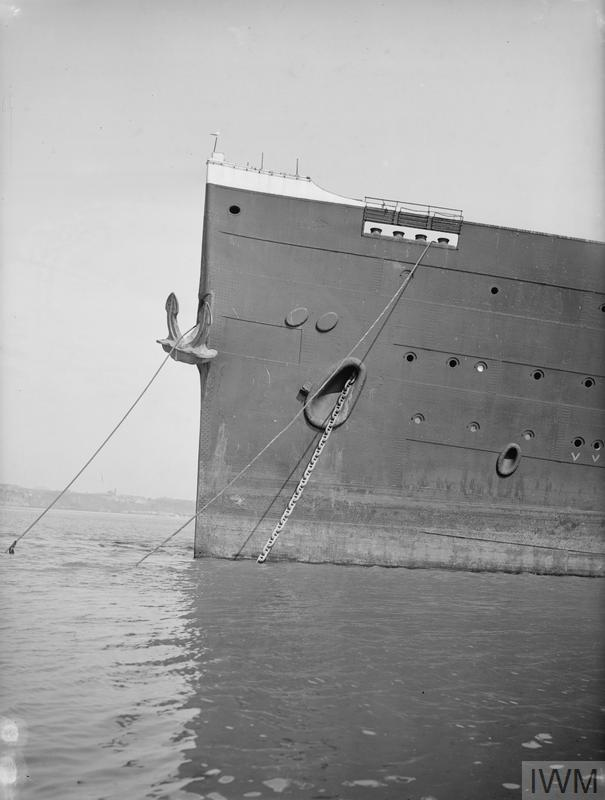
Detalle de la proa del Caledonia durante su reflote.